# Waldemar Wien

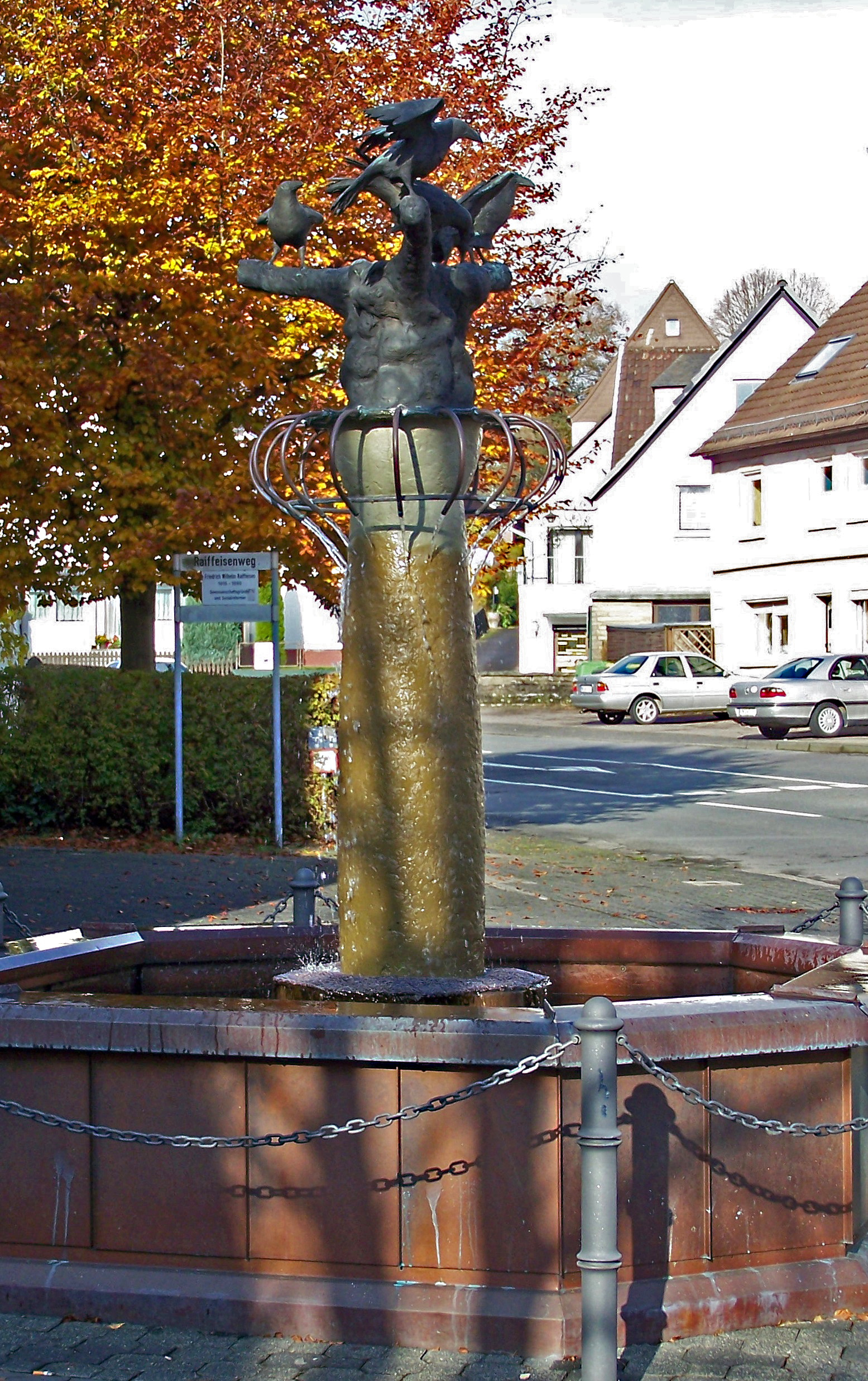
Raukbrunnen in Kierspe

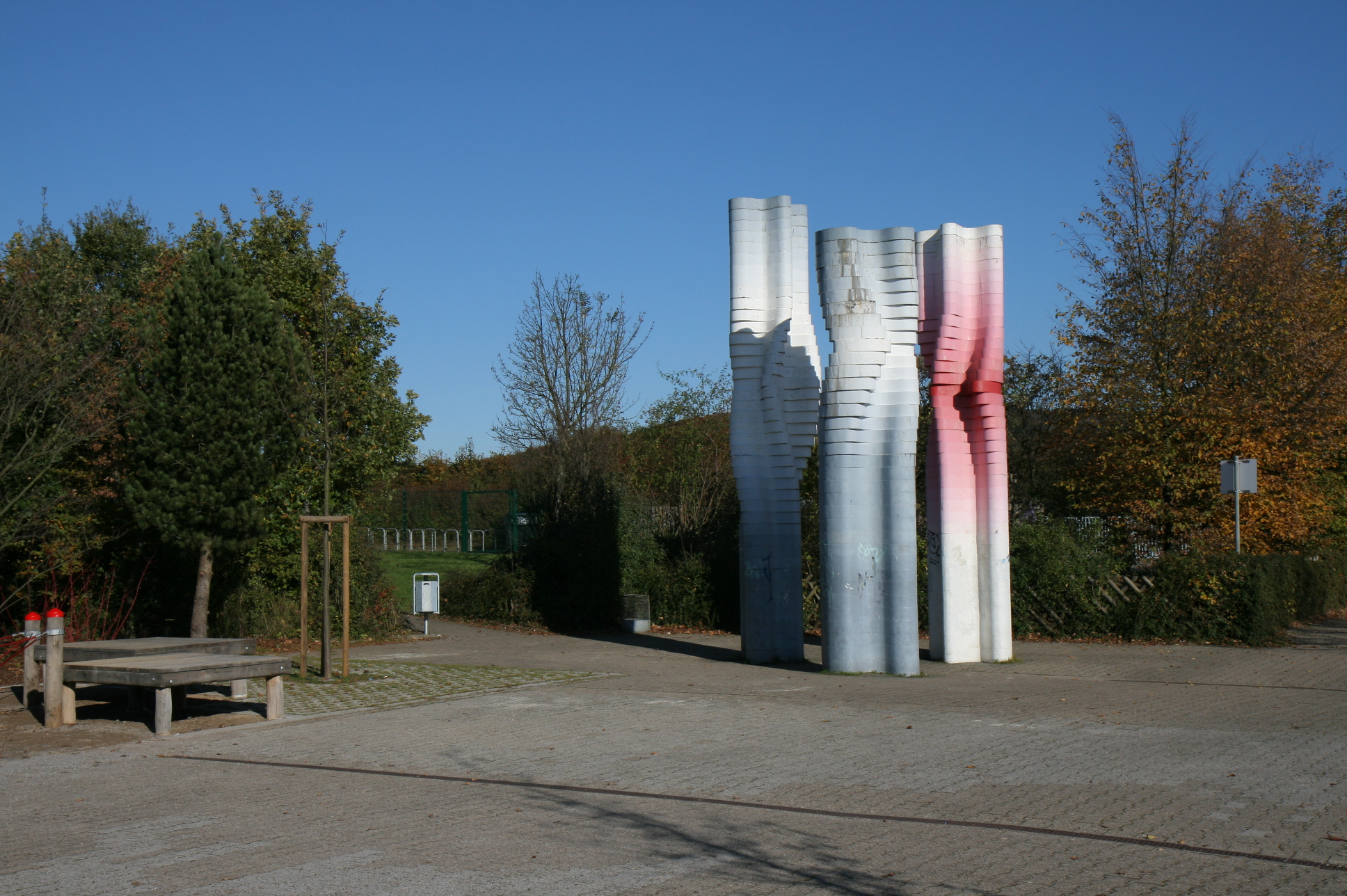
Drei Stelen in Iserlohn

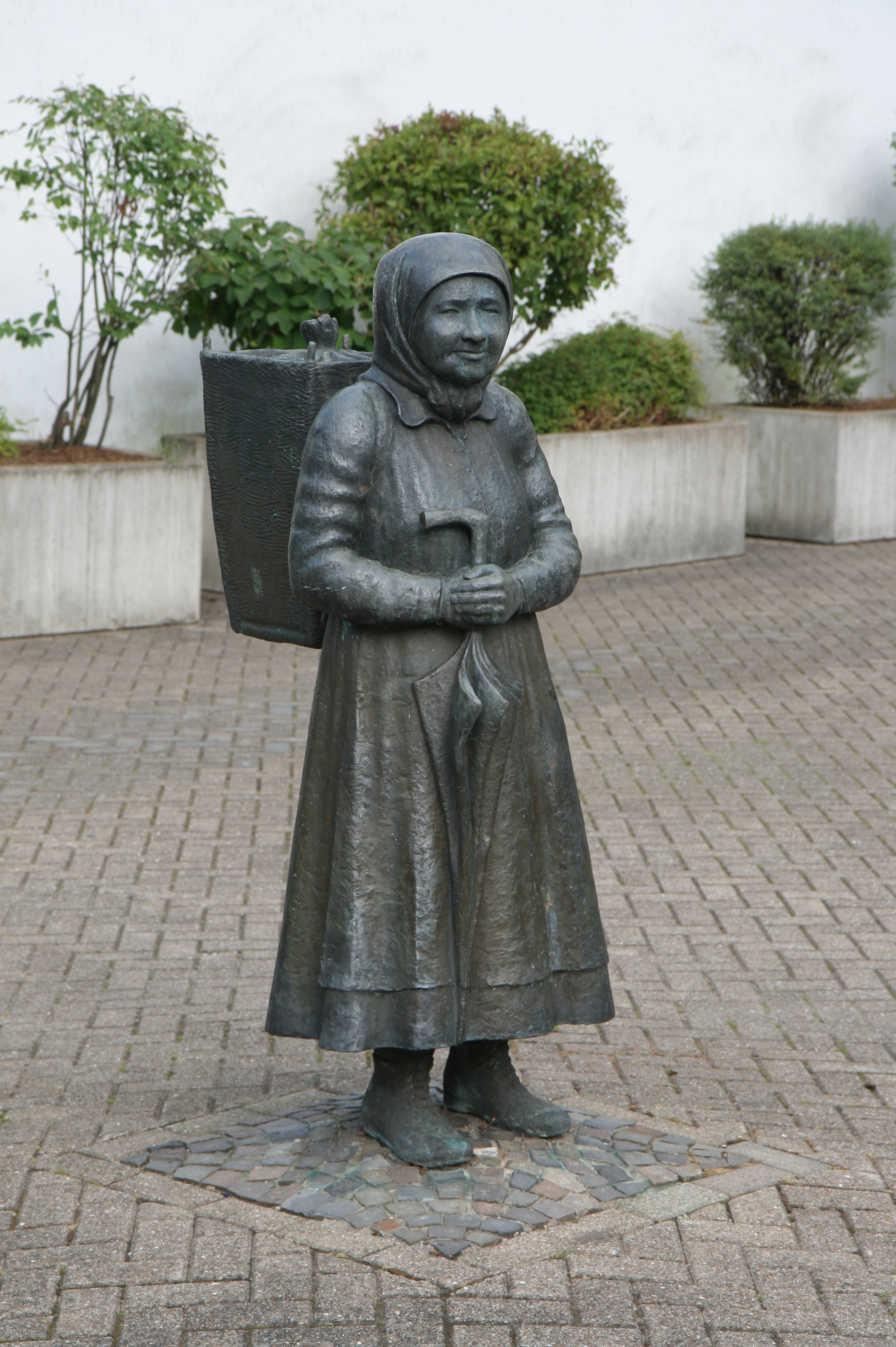
„Kiepenlisettken“ in Schalksmühle

Waldemar Wien (* 11. Januar 1927 in Dortmund; † 12. Februar 1994 in Kierspe) war ein deutscher Bildhauer.

## Leben
Wien absolvierte von 1946 bis 1948 eine Lehre zum Steinbildhauer, bevor er an der Werkkunstschule Dortmund von 1948 bis 1952 studierte. Von 1952 an war er als freischaffender Künstler tätig. 1966 erhielt er den Kulturpreis des Kreises Altena. Von 1980 bis 1988 war er Lehrbeauftragter für Plastisches Gestalten im Musischen Zentrum der Ruhr-Universität Bochum.

## Werk
Waldemar Wien schuf eine große Zahl öffentlicher Skulpturen und Brunnen. Sein Sohn  Sebastian Wien ist ebenfalls künstlerisch tätig.
Auswahl
- Altarbild der Johanneskirche in Meinerzhagen
- Onkel Willi in Lüdenscheid (1978)
- Raukbrunnen in der Nähe der Margarethenkirche in Kierspe[1].
- Spatenbrunnen vor dem Rathaus in Kierspe[2].
- Drei Stelen in Iserlohn (1977)[3].
- Taufbecken der Salvatorkirche zu Rosbach in Windeck (1976)[4].
- Der Steinbrecher in Letmathe (1988)[5].
- Brunnensäule auf der Kranzplatte in der Ewaldstraße entlang des Skulpturenpfads in Herten (1979)
- Kiepenlisettken auf dem Rathausplatz in Schalksmühle[6].
- Zeitungsleser (Bronzeskulptur) in Gummersbach[7].
- Hexenstart zur Walpurgisnacht, Dat Wicht mit Zöppen, Blumenbrunnen und Dat Wicht ohne Zöppe (Bronzeskulpturen) im Hexenbusch in Gummersbach[8]
- Hammerschmied am Alten Markt in Plettenberg (1987)[9].